# Colpo di Stato in Siria del 1963
Il colpo di Stato in Siria del 1963, indicato anche dal governo siriano come rivoluzione dell'8 marzo (in arabo ثورة الثامن من آذار‎?), venne messo in atto in Siria l'8 marzo 1963 da esponenti della branca siriana del Partito Ba'th Arabo Socialista. Il golpe seguì di circa un mese un'analoga azione intrapresa in Iraq dalla locale branca irachena del Ba'th.
Il colpo di Stato venne pianificato e attuato dal "comitato militare" del Partito Ba'th siriano, in autonomia dalle decisioni della dirigenza civile del partito sebbene il segretario Michel Aflaq diede il suo consenso alla cospirazione. Il comitato militare era composto da un gruppo di giovani ufficiali di medio livello delle Forze armate siriane, comprendente tra gli altri Muhammad Umran, Salah Jadid e Hafiz al-Asad, tutti esponenti della minoranza degli alauiti; i golpisti ottennero l'appoggio anche di ufficiali di ideologia nasserista nonché di alcuni indipendenti come il generale Ziad al-Hariri. Dopo brevi scontri, i golpisti si assicurarono rapidamente il controllo della capitale Damasco e delle principali installazioni militari del paese, deponendo il governo del presidente Nazim al-Qudsi e del primo ministro Khalid al-Azm.
Dopo il golpe, il comitato militare attuò una serie di purghe che alterarono la struttura del corpo ufficiali delle Forze armate siriane, finito con l'essere costituito principalmente da alauiti; l'opposizione politica al Ba'th venne schiacciata e il paese assoggettato a un duro regime autoritario e di controllo poliziesco. Il golpe del 1963 gettò poi le basi per la successiva presa del potere da parte di Hafiz al-Asad nel 1970, il cui regime autoritario sarebbe proseguito per i successivi trent'anni.

## Antefatti

### La situazione politica

Carta della Siria negli anni 1960

La moderna Siria nacque nel 1920 come Regno Arabo di Siria sotto il governo del re Faysal I; il nuovo Stato si poneva come un futuro grande regno arabo, e non solo siriano, e la sua dirigenza sposò gli ideali del nazionalismo arabo e del panislamismo. Tuttavia il Regno Unito, che pure aveva contribuito alla formazione del regno dopo la conclusione della prima guerra mondiale, sottoscrisse un accordo segreto con la Francia (l'accordo Sykes-Picot) per la spartizione dei territori del Medio Oriente, attribuendo la Siria ai francesi; la breve guerra franco-siriana del marzo-luglio 1920 vide ben presto la fine del Regno Arabo di Siria, la cacciata di Faysal dal trono e l'istituzione del "Mandato francese della Siria e del Libano". L'area divenne di fatto una colonia della Francia, e il regime del Mandato venne visto con molto sfavore dalla maggioranza dei siriani e assimilato a un mero vassallo dell'imperialismo europeo. In questa fase alcuni movimenti politici tentarono di affermare un'identità siriana, in particolare il Partito Nazionalista Sociale Siriano, o divennero sostenitori del comunismo e dell'islamismo; la maggioranza della popolazione continuò a considerarsi tuttavia più come "araba" che come "siriana".
Il mandato era un regime feudale nelle sue caratteristiche, e poggiava su una base sociale di tipo oligarchica e semi-liberale. Questo sistema creò una società di classe che rifletteva modelli di vita urbano-rurali: si stima che all'epoca circa 3000 famiglie possedessero metà della terra coltivabile in Siria; la classe media possedeva la maggior parte delle proprietà di piccole e medie dimensioni, ma circa due terzi dei contadini erano privi di proprietà. Le entrate agricole erano fortemente distorte: il 2% più ricco della popolazione deteneva il 50% del reddito, mentre la classe media (commercianti o gruppi di medi proprietari terrieri), che rappresentava il 18% della popolazione, deteneva il 25% delle entrate agricole; l'80% più povero della popolazione deteneva il resto del reddito nazionale. I rapporti tra proprietari terrieri e contadini erano basati sulle differenze di classe e sull'antagonismo sociale.
Il Mandato francese si dissolse all'indomani della seconda guerra mondiale, e la Siria divenne uno Stato pienamente indipendente il 17 aprile 1946; la stessa élite che aveva governato il paese ai tempi del Mandato rimase tuttavia al potere, e continuò a governare con gli stessi metodi di prima. Solo la sconfitta siriana nella guerra arabo-israeliana del 1948 portò alla caduta dell'élite tradizionale e all'ascesa del ruolo dei militari nella politica siriana: il generale Husni al-Za'im prese il potere con un colpo di Stato nel marzo 1949 e divenne il primo dittatore militare del paese, ma dal 1950 il generale Adib al-Shishakli iniziò a detenere il potere dietro le scene, prima di proclamarsi a sua volta dittatore nel 1953. L'intromissione dei militari nel governo del paese distrusse l'oligarchia tradizionale, consentendo alla classe media di partecipare alla vita politica siriana; tuttavia, sebbene i loro poteri venissero indeboliti, le élite tradizionali conservavano la maggior parte della ricchezza prodotta.

La bandiera del Partito Ba'th

Fu nel mezzo di questi sviluppi che l'ideologia del "Ba'thismo" prese a svilupparsi. Il Movimento arabo Ba'th venne fondato dai pensatori politici siriani Michel Aflaq e Salah al-Din al-Bitar negli anni 1940, ma nel suo sviluppo giocarono un ruolo notevole anche Zaki al-Arsuzi, Wahib al-Ghanim e Jallal al-Sayyid. Dal movimento prese quindi vita, nel 1947, il Partito Ba'th: al congresso fondativo la maggioranza dei delegati presenti erano espressione delle classi medie professionali e intellettuali, ma negli anni 1950 il partito seppe conquistare una solida base presso la classe media urbana. Tuttavia, il Ba'th non era un partito puramente borghese e fin dall'inizio inviò i suoi quadri nelle zone rurali per reclutare nuovi membri e formare nuove organizzazioni di partito; nel 1956, il Ba'th organizzò il primo sciopero dei lavoratori nella storia della Siria. Sebbene il Ba'th fosse forte, la sua decisione di reclutare membri da tutta la società portò ben presto a fenomeni di tribalismo e clientelismo all'interno del partito, portando i suoi dirigenti a ignorare le norme e le procedure democratiche.
Il partito Ba'th si trovava di fronte a un dilemma significativo: prendere il potere attraverso elezioni competitive o attraverso la violenza. Anche i leader fondatori liberali e democratici erano favorevoli a una presa di potere con la forza, citando a sostegno la corruzione del processo elettorale siriano. Quando, nel 1958, Egitto e Siria si fusero formalmente in un unico Stato (la Repubblica Araba Unita o RAU), il Ba'th scommise sul fatto che il leader egiziano Gamal Abd el-Nasser avrebbe consentito al partito di condividere il governo della nuova nazione; la RAU si rivelò tuttavia come un'unione dominata dagli egiziani e il Partito Ba'th venne invece obbligato a sciogliersi, per quanto l'unione stessa collassò nel 1961 dopo un colpo di Stato dei militari siriani. La nascita e la rapida dissoluzione della RAU si rivelarono una catastrofe per il Ba'th, che si divise internamente tra quanti supportavano l'unione con l'Egitto e quanti vi si opponevano, nonché tra quanti sostenevano e quanti avversavano i tradizionali dirigenti del partito. Nel 1962 Aflaq convocò un nuovo congresso e rifondò formalmente il Partito Ba'th; diverse filiali non avevano eseguito gli ordini della dirigenza e non si erano sciolte durante gli anni della RAU, ma invece erano diventate profondamente ostili al pensiero panarabista virando verso posizioni socialiste radicali. Il comitato militare, che avrebbe lanciato il colpo di Stato del 1963, condivideva la maggior parte di queste opinioni.

### Il contesto economico e sociale
La "rivoluzione dell'8 marzo" è stata spesso vista come un mero golpe militare, ma ebbe in verità molti degli ingredienti di una rivolta nazionale. Alla guida della rivoluzione si pose infatti un'alleanza anti-oligarchica di membri radicali della bassa classe media, esponenti di spicco del corpo ufficiali delle forze armate, di rappresentanti delle minoranze marginalizzate e un significativo numero di contadini mossi dai conflitti interni in materia agraria. In un contesto internazionale, la rivoluzione ebbe luogo perché i confini statali stabiliti dalla Francia erano artificiali, nonché per l'ostilità all'interno della neonata Siria alla creazione di Israele. L'élite tradizionale che prese il potere in Siria quando il paese ottenne l'indipendenza era arrivata al potere durante il Mandato francese, e l'imposizione dall'esterno di confini statali arbitrari, senza alcuna corrispondente accettazione popolare, portò al malcontento. La lotta nazionale venne plasmata da ideologie come il nazionalismo arabo, il panislamismo e l'ideale della "Grande Siria"; il carattere popolare della lotta e le ideologie radicali diedero origine a soluzioni drastiche al problema della distribuzione delle terre coltivabili.
La crescita della nuova classe media in Siria aveva alimentato il malcontento, poiché l'élite tradizionale dominava il settore agricolo – il più grande settore dell'economia – e creava la maggior parte della ricchezza. La nuova classe media era composta da capitalisti e imprenditori che si opponevano all'élite tradizionale: la monopolizzazione del potere da parte dell'élite tradizionale portò alla radicalizzazione della nuova classe media. La classe dei militari, che in molte altre nazioni era solidale con le tendenze conservatrici ed elitiste, in Siria divenne radicalizzata: i militari volevano maggiore potere, ritenendo che l'élite tradizionale non fosse in grado di difendere il Paese; un gruppo significativo di militari era reclutato dalla nuova classe media o dall'entroterra.
In Siria le minoranze religiose erano spesso svantaggiate e una specifica etnia di solito apparteneva a una specifica classe sociale. Gli alauiti, i drusi e gli ismailiti, ad esempio, erano gruppi religiosi appartenenti alle classi sociali più basse, e iniziarono ad abbracciare le forme più radicali di nazionalismo arabo come ad esempio il Ba'thismo. Senza il supporto delle classi popolari nessuna rivoluzione Ba'thista avrebbe potuto avere successo in Siria: la nuova classe media da sola poteva solo produrre instabilità, ma insieme ai contadini la rivoluzione diventava possibile. La disuguaglianza tra abitanti urbani e rurali, insieme alla penetrazione capitalista nel settore agrario e alla tradizionale monopolizzazione delle principali fonti di reddito da parte delle élite, portò alla creazione di movimenti contadini che lottavano per il cambiamento o si opponevano al sistema. Il ramo siriano del Partito Ba'th fu in grado di reclutare giovani dai movimenti contadini radicali e quindi fu in grado di mobilitare grandi settori della popolazione.

## La pianificazione

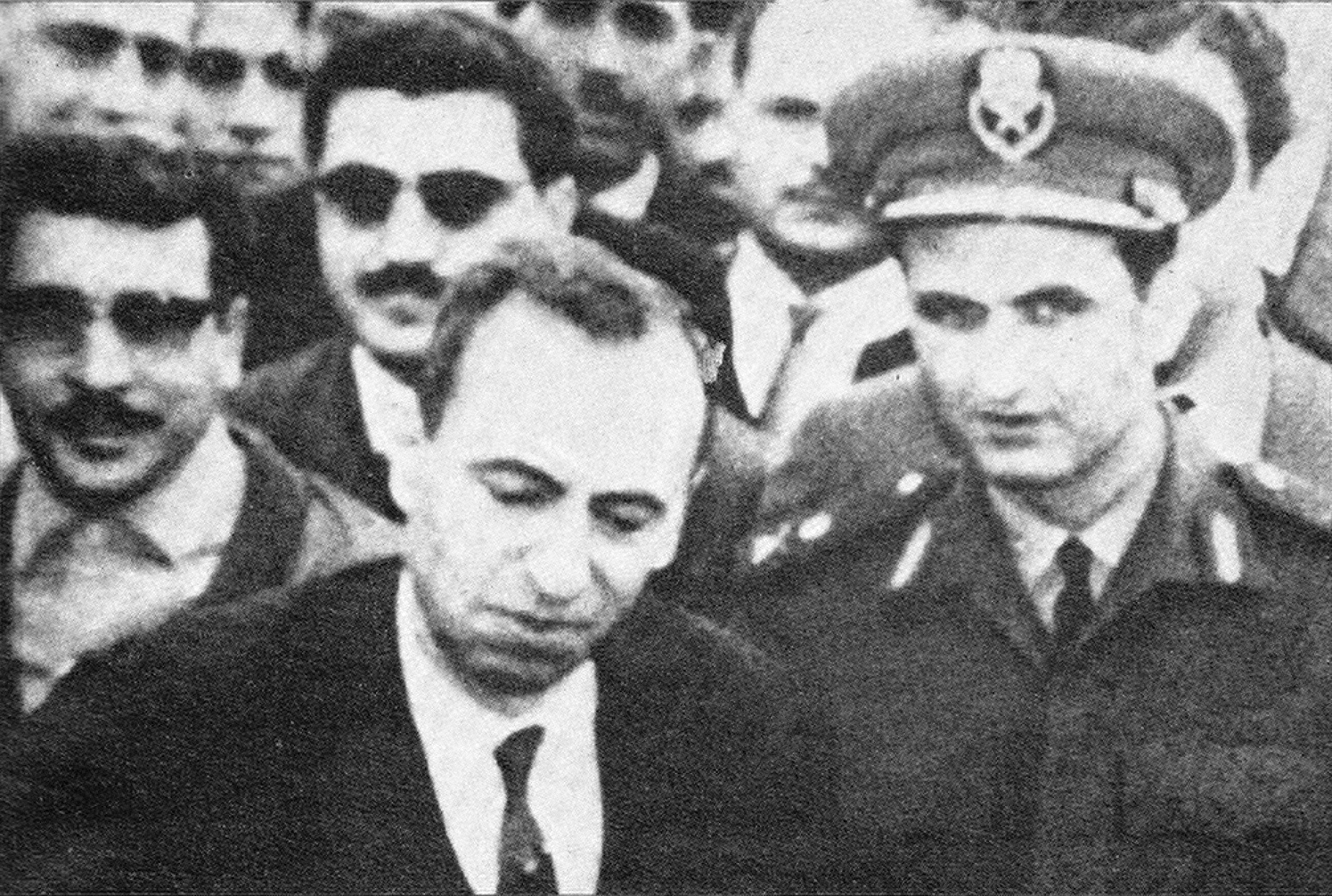
Michel Aflaq (in primo piano a sinistra), leader politico della branca siriana del Ba'th, insieme al tenente colonnello Salah Jadid (a destra), uno dei principali esponenti del comitato militare

Nel corso del 1962 il "comitato militare" del ramo siriano del Partito Ba'th spese molto tempo nel pianificare la presa del potere nel paese tramite un convenzionale golpe delle forze armate; guidato dal generale Muhammad Umran, il comitato era formato da Hafiz al-Asad, Salah Jadid, Ahmad al-Mir e Abd al-Karim al-Jundi, tutti giovani ufficiali delle forze armate. Secondo i piani del comitato militare, i golpisti dovevano catturare le basi militari di al-Kiswah e Qatana nelle vicinanze della capitale Damasco, assicurarsi il controllo della 70ª Brigata corazzata acquartierata ad al-Kiswah e dell'Accademia militare di Homs, e prendere la stazione radio di Damasco.
Per la riuscita del golpe, il comitato militare necessitava di ottenere il supporto di diversi esponenti del corpo ufficiali siriano: il collasso della RAU aveva portato a un'ondata di ammutinamenti, purghe e trasferimenti nelle Forze armate siriane, lasciando il corpo ufficiali in uno stato di completo caos e aperto alle agitazioni anti-governative. Allo stesso tempo, gli ufficiali erano divisi tra cinque fazioni principali: la "fazione di Damasco" che supportava il governo in carica del presidente Nazim al-Kudsi, i sostenitori del Partito Socialista Arabo di Akram al-Hurani, la fazione nasserista, la fazione ba'thista e un gruppo di indipendenti. Il comitato miliare ba'thista aveva il proprio nemico nella "fazione di Damasco" filo-governativa, e considerava come rivali anche i sostenitori di al-Hurani a causa delle loro istanze contrarie al panarabismo; i nasseristi erano invece visti come dei potenziali alleati, per quanto supportassero il ripristino della RAU.
L'alleanza del comitato militare con i nasseristi portò allo stabilirsi di contatti segreti tra il colonnello Rashid al-Qutayni, comandante dei servizi segreti militari, e il colonnello Muhammad al-Sufi, comandante della Brigata di Homs. Il comitato militare ordinò a un gruppo di giovani ufficiali di reclutare alla causa del colpo di Stato il colonnello Ziad al-Hariri, un indipendente al comando delle truppe schierate alla frontiera con Israele; il reclutamento ebbe successo grazie a una semplice promessa: in caso di successo al-Hariri avrebbe ottenuto la carica di capo di stato maggiore, mentre in caso di fallimento il colonnello avrebbe potuto rinnegare i golpisti. Al-Hariri si volse verso i golpisti anche perché venne informato che Khalid al-Azm, primo ministro in carica, stava pianificando di rimuoverlo dal suo incarico.
La pianificazione del colpo di stato da parte del comitato militare era disapprovata dai dirigenti civili ba'thisti. Per i civili, lo scopo dell'alleanza tra esercito e partito era in primo luogo quello di salvaguardare il partito dalla repressione; il comitato militare invece non vedeva di buon occhio la dirigenza civile guidata da Michel Aflaq, opponendosi al suo scioglimento del Partito Ba'th durante gli anni della RAU. Tuttavia, se Aflaq aveva bisogno del comitato militare per prendere il potere, il comitato aveva bisogno di Aflaq per mantenerlo, poiché senza Aflaq non avrebbe avuto una base di appoggio. Al 5º Congresso nazionale del partito Ba'th, tenutosi l'8 maggio 1962, fu quindi deciso di ristabilire il partito e mantenere Aflaq come segretario generale del "Comando nazionale"; Umran, presente al congresso in qualità di delegato del partito, informò Aflaq delle intenzioni del comitato militare: Aflaq acconsentì al colpo di stato, ma non fu stipulato alcun accordo tra lui e il comitato su come condividere il potere dopo il golpe.

## Il colpo di Stato
L'8 febbraio 1963 la branca irachena del Partito Ba'th, guidata da Ali Salih al-Sa'di, prese il potere in Iraq rovesciando il regime del generale Abd al-Karim Qasim; quest'ultimo godeva di un sostegno ben maggiore di quello del siriano al-Kudsi, ma i ba'thisti iracheni riuscirono a prendere il potere grazie a un'alleanza comprendente non solo gli ufficiali dell'esercito ma anche segmenti della classe media irachena. La caduta di Qasim cambiò le regole della politica araba: i nasseristi avevano monopolizzato il movimento nazionalista arabo fin dai tempi della RAU, ma la presa del potere rese il Partito Ba'th una forza da non sottovalutare. A differenza del ramo regionale iracheno, il ramo regionale siriano non aveva un sostegno di massa o una base di appoggio significativa nella classe media. Sebbene Aflaq avesse messo in guardia i cospiratori a causa della mancanza di sostegno del partito, questi non condivisero le sue preoccupazioni e pianificarono di lanciare il colpo di stato il 7 marzo. Tuttavia, quel giorno i servizi segreti militari fecero irruzione nell'appartamento dove i cospiratori avevano intenzione di riunirsi, e il colpo di stato venne rinviato all'8 marzo.
Nella notte tra il 7 e l'8 marzo, carri armati e truppe fedeli ai golpisti iniziarono a muovere su Damasco. Al-Hariri si pose alla testa di una brigata proveniente dalla frontiera con Israele, mentre esponenti ba'thisti furono in grado di assumere il controllo di una seconda brigata stazionata ad As-Suwayda nel sud del paese. Preso in una manovra a tenaglia delle due brigate, il comandante della 70ª Brigata corazza, tenente generale Abd al-Karim, si arrese ai golpisti: il generale Umran prese quindi il comando della brigata. L'unità stazionata a Qatana a sud-ovest di Damasco, potenzialmente ostile ai golpisti, non intervenne negli eventi, probabilmente perché i ribelli avevano già assunto il controllo delle comunicazioni nella zona della capitale. Al-Hariri mosse quindi su Damasco e iniziò a stabilire blocchi stradali nella città, mentre al tempo stesso si impossessava di alcune strutture chiave come l'ufficio centrale delle poste; il capitano Salim Hatum, membro del Partito Ba'th, si assicurò invece il controllo della stazione radio. Il palazzo del ministero della Difesa venne catturato senza alcuno scontro e il generale Zahr al-Din, capo di stato maggiore delle forze armate, venne posto agli arresti; tanto il presidente al-Qudsi quanto al-Hurani furono rapidamente rintracciati e arrestati. Salah Jadid entrò in città in bicicletta e andò a prendere possesso dell'Ufficio per gli affari degli ufficiali, che in seguito divenne il suo feudo personale.
Asad guidò un piccolo gruppo di cospiratori a prendere possesso della base aerea di Al-Dumayr, 40 chilometri a nord-est di Damasco; qui si trovava l'unica unità militare che avesse l'intenzione di resistere al golpe, visto che ad alcuni degli aerei qui stanziati era stato ordinato di bombardare le postazioni dei ribelli. Il piano era che Asad si sarebbe posto alla guida di una compagnia distaccata dalla brigata di al-Hariri per catturare la base aerea prima dell'alba, in modo da evitare che gli aerei decollassero; la resa della 70ª Brigata corazzata richiese invece più tempo del previsto, mettendo le forze di Asad in ritardo rispetto al programma: quando i golpisti raggiunsero i cancelli della base, era ormai pieno giorno. Asad inviò un emissario a parlare al comandante della base, minacciando di bombardare la struttura se essa non si fosse immediatamente arresa; la resa venne rapidamente negoziata e ottenuta, nonostante Asad stesso affermasse poi che la sua compagnia era troppo poco numerosa per poter sperare di sconfiggere la guarnigione della base. Più tardi nel corso della mattina dell'8 marzo, i principali cospiratori si ritrovarono al quartier generale dell'esercito per celebrare la riuscita del colpo di Stato.
Circa 820 persone rimasero uccise durante il golpe, mentre altre 20 vennero giustiziate poco dopo. Saber Falhout, un druso conosciuto poi come "il poeta della rivoluzione", scrisse il primo comunicato che annunciava il rovesciamento del vecchio regime.

## Conseguenze

### Conseguenze politiche
Il primo atto dei nuovi governati della Siria fu di istituire un "Consiglio Nazionale per il Comando Rivoluzionario" (CNCR) di venti membri, con dodici rappresentanti del Partito Ba'th e otto tra nasseristi e indipendenti. Il 9 marzo il CNCR ordinò a Salah al-Din al-Bitar, uno dei fondatori del Partito Ba'th, di formare un governo e di attuare le riforme politiche promosse dallo stesso CNCR. Per quanto più avanti a sei civili (tre ba'thisti e tre nasseristi) fosse concesso un posto nel CNCR, questo non alterò gli equilibri delle forze e il consiglio continuò a essere dominato dagli ufficiali delle forze armate; fin dall'inizio, i membri del comitato militare originario formularono le principali politiche statali dietro le spalle degli altri membri del CNCR.
Nei primi giorni dopo il golpe non vi fu segno dei litigi che avrebbero successivamente distrutto il comitato militare: a quel tempo, i membri erano uniti dal loro obiettivo di costruire una nazione prospera. Il 9 marzo il CNCR ordinò il rilascio del generale Lu'ayy al-Atassi, incarcerato dal precedente governo, lo promosse al grado di tenente generale e gli diede la poltrona di presidente e comandante in capo del CNCR, facendolo il de facto capo di stato della nuova Siria; il generale al-Hariri divenne, come promesso, capo di stato maggiore delle forze armate. Per quanto Atassi e al-Hariri detenessero incarichi di rilievo, non possedevano tuttavia abbastanza potere personale o politico per minacciare il resto del CNCR. A ufficiali nasseristi furono dati incarichi di rilievo, con Muhammad al-Sufi che divenne ministro della Difesa e Rashid al-Qutayni che divenne vice capo di stato maggiore; tuttavia il comitato militare, il cui organico venne ampliato di altri cinque membri, si assicurò che i ba'thisti controllassero le vere leve del potere. Il comitato decideva le politiche statali prima delle sessioni del CNCR e così facendo diventava la vera sede del potere.
A Umran fu inizialmente dato il comando della 5ª Brigata acquartiera a Homs, ma in giugno ottenne una promozione di grado in modo da diventare comandante della 70ª Brigata corazzata. Come capo dell'Ufficio affari degli ufficiali, Jadid prese a distribuire promozioni tra i suoi amici personali, a purgare i suoi nemici e a collocare diversi ba'thisti in posizioni di prestigio. Ahmad al-Suwaydani, uno dei nuovi membri del comitato militare, divenne capo dei servizi segreti militari e Mazyad Hunaydi fu fatto capo della polizia militare. L'accademia militare di Homs venne posta sotto il controllo dei ba'thisti: diverse centinaia di simpatizzanti del partito, tra cui il fratello di Asad Rifa'at al-Assad, seguirono un corso accelerato di insegnamento militare prima di ricevere un posto di comando. Asad divenne il comandante di fatto dell'Aviazione militare siriana, una promozione notevole per un uomo sulla trentina. Considerando che i membri del comitato militare erano troppo giovani per essere percepiti dalla popolazione come i veri leader della Siria, il comitato nominò il colonnello Amin al-Hafiz per il posto di ministro degli Interni.

### Le purghe e il fallito golpe del 18 luglio

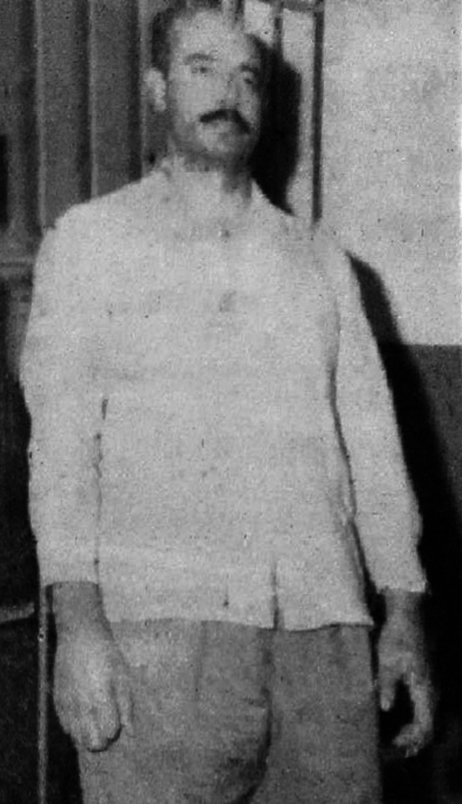
Jassem Alwan durante il processo per il fallito golpe del 18 luglio 1963

Pressati da consistenti manifestazioni pro-Nasser nel nord della Siria e a Damasco e da dirigenti pro-unione con l'Egitto presenti nello stesso Ba'th, i nasseristi e i membri del Movimento Nazionalista Arabo approfittarono della debolezza dei ba'thisti a livello popolare in Siria per avanzare proposte di unificazione tra il nuovo governo e i governi di Egitto e Iraq. Il governo anti-RAU iracheno venne del resto rovesciato da ufficiali pro-RAU in quello stesso 1963. Il 17 aprile venne raggiunto un nuovo accordo di unità strutturato su più fasi, che avrebbe portato i tre stati in un'unione federale con Nasser come presidente e comandante in capo delle forze armate.
Tuttavia, tra il 28 aprile e il 2 maggio il comitato militare, dominato dai ba'thisti, rinunciò virtualmente all'accordo quando decise di avviare l'epurazione di 50 ufficiali nasseristi dalle loro posizioni di alto livello nelle forze armate, portando come reazione a una campagna di propaganda radiofonica su vasta scala promossa dall'Egitto in cui si attaccava il Partito Ba'th. Seguirono sommosse pro-unione ad Aleppo, Damasco, Hama e in altre parti del paese; le epurazioni portarono alle dimissioni per protesta di funzionari nasseristi, tra cui il ministro della Difesa al-Sufi, il vice capo di stato maggiore al-Qutayni e altri cinque membri nasseristi del gabinetto di governo. Le epurazioni portarono al culmine della trasformazione "neo-ba'thista" dell'Esercito siriano, che venne per lo più spogliato degli ufficiali sunniti e riempito con ufficiali lealisti alauiti; ciò divenne motivo di protesta in tutta la Siria e numerosi intellettuali iniziarono a denunciare il carattere settario del nuovo regime attraverso i media e le pubblicazioni.
Il 19 giugno il capo di stato maggiore al-Hariri guidò in Algeria per una visita di Stato una delegazione di alto livello, comprendente anche il primo ministro al-Bitar, Aflaq e il ministro per l'educazione Sami Droubi. Mentre il generale era lontano dal paese, il comitato militare colse l'occasione per avviare la purga di circa 30 alti ufficiali militari, per la maggior parte politicamente indipendenti, posti sotto il comando di al-Hariri; allo stesso al-Hariri venne ordinato di prendere un volo diretto gli Stati Uniti, dove fu riassegnato come addetto militare della locale ambasciata siriana. Invece di obbedire, al-Hariri tornò in Siria con un volo per Beirut il 23 giugno per protestare contro la mossa del comitato contro di lui: senza aver ottenuto successo, lasciò il paese per la Francia in un esilio autoimposto l'8 luglio. La virtuale estromissione di al-Hariri da parte del comitato venne accolta con dispiacere da al-Bitar, che vedeva al-Hariri come l'ultimo contrappeso militare in grado di controllare il dominio del comitato stesso sul suo governo.
Nonostante le purghe i nasseristi mantenevano ancora un livello di forza relativamente alto nell'Esercito, e il 18 luglio, sotto la guida di Jassem Alwan e con l'aiuto dell'intelligence egiziana, tentarono di lanciare un colpo di Stato contro il nuovo governo: il quartier generale dell'esercito, difeso personalmente da al-Hafiz, e la stazione radio furono attaccati, e la battaglia che ne seguì provocò la morte di centinaia di persone tra cui diversi civili presi in mezzo agli scontri. Il tentativo di golpe fallì, e 27 degli ufficiali che vi avevano preso parte vennero arrestati e giustiziati. Queste esecuzioni rappresentarono un'eccezione nel panorama dei colpi di Stato siriani, nei quali la punizione per i partecipanti a falliti golpe era tipicamente l'esilio, la detenzione o il riassegnamento a incarichi diplomatici all'estero; il presidente al-Atassi si dimise, segnalando con il gesto la sua disapprovazione per tali esecuzioni. Dopo aver evaso la cattura per un breve periodo di tempo, Alwan e i suoi principali co-cospiratori Raef al-Maarri e Muhammad Nabhan furono arrestati e portati davanti a un tribunale militare, dove furono giudicati colpevoli di tradimento e condannati a morte; dopo un anno di prigione, tuttavia, furono rilasciati e inviati in esilio all'estero dopo pressioni in tal senso di Nasser e del presidente iracheno Abdul Salam Arif.
Il fallimento del colpo di Stato di Alwan segnò la fine di ogni significativa influenza dei nasseristi nelle istituzioni militari e civili della Siria; con i sostenitori di Nasser ormai largamente sconfitti, il comitato militare ba'thista rimase il solo centro di potere della nazione. Le relazioni con l'Egitto si inasprirono immediatamente, con Nasser, ancora popolare tra le masse siriane, che lanciò trasmissioni radiofoniche in cui denunciava i ba'thisti come "assassini" e "fascisti" nonché come rappresentanti delle forze dell'eresia e dell'ateismo, riferimento dispregiativo all'adesione del partito ad una rigida laicità e alle numerose posizioni di leadership ricoperte da musulmani non sunniti, in particolare alauiti; Nasser annunciò poi il ritiro dell'Egitto dall'accordo di unione del 17 aprile.

### Annotazioni
1. ↑  I nuovi membri furono Salim Hatum, Ahmad al-Suwaydani, Muhammad Rabah al-Tawil, Hamad 'Ubayd e Musa al-Zu'bi. Vi fu un'ulteriore espansione del comitato militare nell'estate del 1963, ma secondo Asad il numero più alto di membri del comitato fu di 13. Vedi Seale, p. 500.
2. ↑  Rassegnarono le dimissioni il vice primo ministro e ministro della giustizia Nihad al-Qasim, il ministro delle finanze Abd al-Wahhab Hawmad, il ministro della pianificazione Hani al-Hindi, il ministro dell'approvvigionamento Sami Sufan e il ministro per l'informazione Jihad Dahi. Vedi Mufti, pp. 146-147.

### Fonti
1. 1 2  Hopwood, p. 45.
2. ↑  (EN) History of Syria - Emergence and fracture of the Syrian Baʿath, su britannica.com. URL consultato il 6 dicembre 2023.
3. ↑  Hinnebusch, pp. 17-18.
4. ↑  Hinnebusch, p. 18.
5. ↑  Hinnebusch, p. 20.
6. 1 2  Hinnebusch, pp. 20-21.
7. ↑  Hinnebusch, p. 21.
8. ↑  Hinnebusch, pp. 22-23.
9. ↑  Hinnebusch, p. 24.
10. ↑  Hinnebusch, pp. 29-30.
11. ↑  Hinnebusch, p. 30.
12. ↑  Hinnebusch, p. 32.
13. ↑  Hinnebusch, p. 33.
14. ↑  Hinnebusch, pp. 35-35.
15. ↑  Hinnebusch, pp. 40-42.
16. ↑  Hinnebusch, pp. 2-3.
17. 1 2  Hinnebusch, p. 3.
18. 1 2  Hinnebusch, p. 4.
19. ↑  Seale, p. 62.
20. ↑  Seale, p. 72.
21. ↑  Seale, p. 73.
22. 1 2  Seale, pp. 73-74.
23. ↑  Seale, p. 74.
24. 1 2  Seale, p. 75.
25. 1 2  Seale, p. 76.
26. 1 2 3 4  Seale, p. 77.
27. 1 2  Seale, p. 78.
28. ↑  Seale, p. 500.
29. ↑  Seale, p. 79.
30. ↑  Seale, pp. 79-80.
31. ↑  Mufti, p. 152.
32. ↑  Rabinovich, pp. 65-67.
33. ↑  Mufti, p. 153.
34. ↑  van Dam, cap. 1.
35. 1 2  Rabinovich, pp. 68-69.
36. ↑  Commins, p. 122.
37. ↑  American University of Beirut, p. 148.
38. 1 2 3 4  Seale, p. 83.
39. 1 2 3  Mufti, p. 157.
40. 1 2 3  Rabinovich, p. 72.
41. ↑  American University of Beirut, pp. 263, 393.
42. ↑  American University of Beirut, p. 377, 412.
43. ↑  Moubayed, p. 38.